# Sandałowiec biały
Sandałowiec biały (Santalum album) – gatunek niewielkiego, powoli rosnącego drzewa. Występuje naturalnie na suchych obszarach subkontynentu indyjskiego. Jest półpasożytem, czerpiącym substancje odżywcze z korzeni innych drzew, bez większej szkody dla gospodarzy. Gatunek zagrożony ze względu na nadmierną eksploatację i utratę naturalnych siedlisk. Z tego względu w Indiach wprowadzono zakaz eksportu drewna. Jest uprawiany w innych krajach tropikalnych, takich jak Chiny, Sri Lanka, Indonezja, Malezja, Filipiny i Australia. Zarówno drewno jak i kora posiadają przyjemny, długo utrzymujący się aromat, dzięki zawartości santanolu i santalenu.

## Morfologia

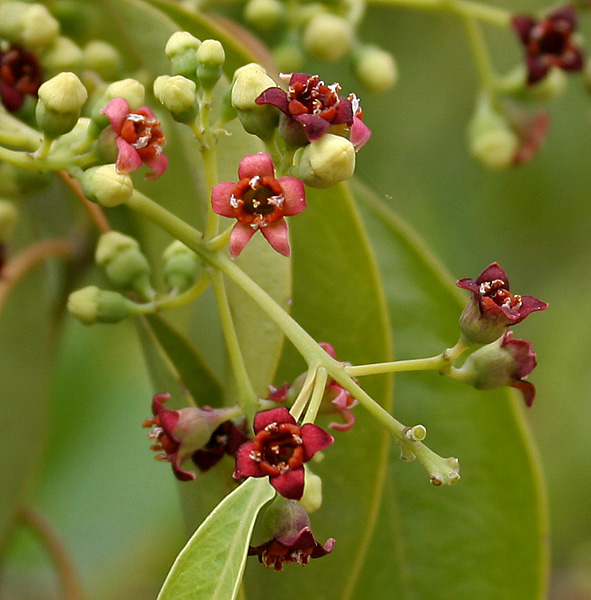
Kwiaty

PokrójNiewielkie drzewo o wysokości do 9 m.
LiścieNaprzeciwległe, eliptyczne do podługowatych, długości 4–14 cm. Wierzch liścia błyszczący, spód blady.
KwiatyNiewielkie, ciemnoróżowe.
OwoceNiewielkie mięsiste pestkowce, podobne do wiśni. Nasiona roznoszone przez ptaki.

## Zastosowanie
- Od tysięcy lat pozyskuje się wysoko cenione drewno sandałowe, stosowane do wyrobu m.in. rzeźb[potrzebny przypis].
- Roślina wykorzystywana do produkcji olejku sandałowego, mającego zastosowanie w kosmetyce[potrzebny przypis].
- W Indiach roślina uważana za świętą, wykorzystywana w rytuałach hinduistycznych i buddyjskich[potrzebny przypis].
- Ma zastosowanie w tradycyjnej medycynie hinduskiej.